# Суєтиловка
Суєти́ловка (рос. Суетиловка) — присілок у складі Томського району Томської області, Росія. Входить до складу Турунтаєвського сільського поселення.

## Населення
Населення — 5 осіб (2010; 27 у 2002).
Національний склад (станом на 2002 рік):
- росіяни — 85 %